# Euphaedra ubangi
Euphaedra ubangi is een vlinder uit de onderfamilie Limenitidinae van de familie Nymphalidae. De wetenschappelijke naam van de soort is voor het eerst geldig gepubliceerd in 1974 door Jacques Hecq.